# اسلیت بوکستور
اسلیت بوکستور (انگلیسی: Eslite Bookstore) شرکت خرده‌فروشی تایوانی است، که در سال ۱۹۸۹ تأسیس شد.